# Diver Down
Diver Down ist das fünfte Studioalbum der US-amerikanischen Rockband Van Halen. Es wurde im April 1982 über das Label Warner Bros. veröffentlicht. Das Album erreichte Platz drei der US-Charts.

## Geschichte
Diver Down wurde mit Ted Templeman in zwei Studios in Los Angeles aufgenommen. Das Albumcover zeigt die Flagge Diver Down, die in vielen Bundesstaaten der USA benutzt wird, wenn ein Taucher in der Gegend unterwegs ist. Auf dieses Cover angesprochen sagte David Lee Roth, dass es bedeute, dass „there was something going on that’s not apparent to your eyes. You put up the red flag with the white slash. Well, a lot of people approach Van Halen as sort of the abyss. It means, it’s not immediately apparent to your eyes what is going on underneath the surface.“
Das Video von Oh, Pretty Woman gehörte zu den ersten, die von MTV aus dem Programm gestrichen wurden. Der Vater von Edward van Halen und Alexander van Halen, Jan van Halen, spielte Klarinette bei Big Bad Bill.

## Erfolg und Kritik
Die Webseite Allmusic.com vergab 3,5 von 5 Sternen und schrieb, das Album sei viel „heller“ bzw. „leichter“ als sein Vorgänger. „In many ways, it’s a return to the early albums, heavy on covers and party anthems, but where those records were rough and exuberant -- they felt like the work of the world’s best bar band just made good, which is, of course, kind of what they were -- this is undoubtedly the work of a finely honed band who has only grown tighter and heavier since their debut.“

## Titelliste
1. Where Have All the Good Times Gone! (Davies) – 3:04 (The-Kinks-Cover)
2. Hang 'Em High – 3:28
3. Cathedral – 1:22
4. Secrets – 3:25
5. Intruder – 1:39
6. Oh, Pretty Woman (Dees, Orbison) – 2:55 (Roy-Orbison-Cover)
7. Dancing in the Street (Gaye, Hunter, Stevenson) – 3:45 (Martha-Reeves-and-the-Vandellas-Cover)
8. Little Guitars (Intro) – 0:42
9. Little Guitars – 3:48
10. Big Bad Bill (Is Sweet William Now) (Ager, Yellen) – 2:45 (Milton-Ager- und Jack-Yellen-Cover)
11. The Full Bug – 3:21
12. Happy Trails (Evans) – 1:05 (Dale-Evans-Cover)

Alle Stücke wurden von Michael Anthony, David Lee Roth, Edward Van Halen und Alex Van Halen geschrieben, außer wo anders angegeben.

## Verkaufszahlen und Auszeichnungen
| Land/Region               | Auszeichnungen für Musikverkäufe (Land/Region, Auszeichnung, Verkäufe) | Verkäufe  |
| ------------------------- | ---------------------------------------------------------------------- | --------- |
| Kanada (MC)               | Platin                                                                 | 100.000   |
| Vereinigte Staaten (RIAA) | 4× Platin                                                              | 4.000.000 |
| Insgesamt                 | 5× Platin ·                                                            | 4.100.000 |

Hauptartikel: Van Halen/Auszeichnungen für Musikverkäufe